# The Third Charm
The Third Charm (hangul:  제3의 매력; RR: Je-3-ui Mae-ryeok), es una serie de televisión surcoreana emitida del 28 de septiembre del 2018 hasta el 17 de noviembre del 2018, a través de JTBC.

## Historia
La serie cuenta la historia de amor de siete años de dos individuos con personalidades completamente opuestas, que inesperadamente se conocieron durante una cita grupal a ciegas.
On Joon-young, es un planificador meticuloso y cuidadoso estudiante universitario que nunca se desvía de sus rutinas perfectamente programadas. Mientras que Lee Young-jae, es una mujer espontánea y emocional pero honesta que abandonó la universidad y comenzó a trabajar como asistente de una peluquería. Sin embargo una serie de sucesos los separa y les hace darse cuenta de que en realidad no son él uno para el otro.

## Reparto

### Personajes principales
| Actor         | Personaje     | Ocupación                  | N.º de episodios | Duración |
| ------------- | ------------- | -------------------------- | ---------------- | -------- |
| Seo Kang-joon | On Joon-young | Estudiante Universitario   | 16               | 2018     |
| Esom          | Lee Young-jae | Asistente de la Peluquería | 16               | 2018     |

### Personajes recurrentes
| Actor          | Personaje      | Ocupación                                             | N.º de episodios | Duración |
| -------------- | -------------- | ----------------------------------------------------- | ---------------- | -------- |
| Yang Dong-geun | Lee Dong-jae   | Hermano de Young-jae / Barista                        | -                | 2018     |
| Lee Yoon-ji    | Baek Joo-ran   | Dueña del Salón / Jefa de Young-jae                   | -                | 2018     |
| Park Kyu-young | On Ri-won      | Hermana Menor de Joon-young / Novia de Hyun Sang-hyun | -                | 2018     |
| Min Woo-hyuk   | Shin Ho-chul   | Cirujano Plástico                                     | -                | 2018     |
| Shin Do-hyun   | Kim So-hee     | Actriz                                                | -                | 2018     |
| Oh Young-sil   | -              | Madre de Joon-young                                   | -                | 2018     |
| Park Ji-il     | -              | Padre de Joon-young                                   | -                | 2018     |
| Lee Sang-yi    | Hyun Sang-hyun | Mejor Amigo de Joon-young                             | -                | 2018     |
| Kim Yoon-hye   | -              | Mejor Amiga de Joon-young                             | -                | 2018     |
| Han Byul       | Dong-goo       | Mejor Amiga de Joon-young                             | -                | 2018     |

### Otros personajes
| Actor         | Personaje | Ocupación  | Nº de episodios | Duración |
| ------------- | --------- | ---------- | --------------- | -------- |
| Jung Gun-joo  | MJ        | Celebridad | -               | 2018     |
| Yang Dae-hyuk | -         | -          | -               | 2018     |
| Shin Joo-hyup | -         | -          | -               | 2019     |

### Apariciones especiales
| Actor         | Personaje | Ocupación | Nº de episodios | Duración |
| ------------- | --------- | --------- | --------------- | -------- |
| Choi Byung-mo | -         | Diseñador | -               | 2018     |

## Episodios
La serie estuvo conformada por 16 episodios, los cuales fueron transmitidos todos los viernes y sábados a las 23:00 (KST).

## Producción
La serie fue dirigida por Pyo Min-soo y escrita por Park Eun-young y Park Hee-kwon.
Originalmente el papel principal femenino se le fue ofrecido a la actriz Chun Woo-hee en abril del 2018 y posteriormente a Choi Soo-young en mayo del mismo año, sin embargo ambas rechazaron la oferta.
En agosto del 2018 se realizó la primera lectura del guion.
La serie contó con la compañía de producción "Imagine Asia" y "JYP Pictures", y fue emitida por JTBC.